# Jamie Westland
Jamie Westland (Rotterdam, 16 maart 1984) is een Nederlands drummer en dj. Hij is vooral bekend als lid van de Haagse band DI-RECT, die werd opgericht door zijn vader Dick Westland. Toen hij nog op de basisschool zat, speelde Westland als kindermodel in reclames.

## Biografie
Als kind leerde Jamie Westland piano spelen. Dit instrument werd al snel ingeruild voor een drumstel, waarna hij in enkele coverbandjes speelde. In 1999 begon hij op vijftienjarige leeftijd samen met Tim Akkerman, Frans "Spike" van Zoest en Bas van Wageningen de band DI-RECT.
Naast zijn werk als drummer van DI-RECT is Westland, geïntroduceerd door Billy the Kit, ook actief als live-dj en muziekproducer onder de naam DJ Jamie Westland. Aanvankelijk deed hij dit samen met DI-RECT-collega "Spike", maar sinds 2007 draait Westland vooral zelf. 
Westland was een van de deelnemers van het vierde seizoen van het televisieprogramma Het perfecte plaatje, dat in 2019 werd uitgezonden. Hij wist de finale te halen en deze ook te winnen.
Westland nam in 2022 deel aan het tweede seizoen van De Verraders. Hij was, samen met Stefano Keizers en Ortál Vriend, een van de drie verraders. In 2024 deed hij mee aan het televisieprogramma 30 seconds. In datzelfde jaar was Westland gastpanellid in het televisieprogramma DNA Singers. In 2025 deed Westland samen met Dennis Weening mee aan het televisieprogramma Voor het blok.